# Респонсории (Джезуальдо)

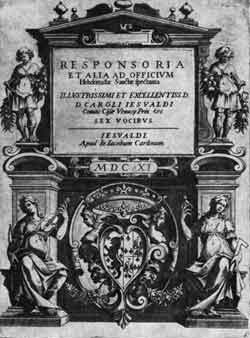
Титульная страница оригинального издания (1611)

Респонсории и другие сочинения, относящиеся к оффицию Страстной недели (лат. Responsoria et alia ad Officium Hebdomadae Sanctae spectantia) — цикл многоголосных вокальных сочинений Карло Джезуальдо. Впервые опубликован в виде поголосников в 1611 году. В современной концертной практике цикл также фигурирует под названием «Респонсории Тёмной утрени» (Tenebrae Responsoria; название неоригинальное).

## Краткая характеристика
Пьесы Джезуальдо написаны на 6 голосов. Оригинальные названия голосов (в порядке от самого высокого до самого низкого): cantus, sextus, altus, quintus, tenor, bassus. Никаких гендерных указаний от композитора нет, что даёт современным музыкантам право исполнять Респонсории как мужским ансамблем (с участием контратеноров), так и смешанным.
Цикл включает 27 респонсориев на традиционные обиходные (латинские) тексты, приуроченные к Тёмной утрене на Великий Четверг (Feria quinta in Cena Domini), Великую Пятницу (Feria sexta in Parasceve) и Великую Субботу (Sabbato sancto). Тексты тёмных респонсориев содержат как точные библейские цитаты, так и (прозаические) их парафразы:

### Великий Четверг
1. In monte Oliveti (На горе Елеонской)
2. Tristis est anima mea isque ad mortem (Душа моя скорбит смертельно)
3. Ecce vidimus eum (Вот мы видели его)
4. Amicus meus osculi me tradidit signo (Друг мой знаком поцелуя предал меня)
5. Judas mercator pessimus (Иуда, торгаш презренный)
6. Unus ex discipulis meis (Один из учеников моих)
7. Eram quasi agnus innocens (Я был как агнец невинный)
8. Una hora non potuistis vigilare mecum (Один час вы не могли бодрствовать со мной)
9. Seniores populi (Старейшины народа)

### Великая Пятница
1. Omnes amici mei dereliquerunt me (Все друзья мои оставили меня)
2. Velum templi scissum est (Завеса в храме раздралась)
3. Vinea mea electa (Виноградник мой отборный)
4. Tamquam ad latronem existis (Как будто на разбойника вышли вы)
5. Tenebrae factae sunt (Тьма случилась)
6. Animam meam dilectam tradidi (Любовь души моей предал я)
7. Tradiderunt me in manus impiorum (Предали меня в руки нечестивых)
8. Jesum tradidit impius (Предал Иисуса нечестивый)
9. Caligaverunt oculi mei (Помрачились глаза мои)

### Великая Суббота
1. Sicut ovis ad occisionem ductus est (Как овца, он ведён был на заклание)
2. Jerusalem, surge (Восстань, Иерусалим!)
3. Plange quasi virgo plebs mea (Плачь яко дева, народ мой!)
4. Recessit pastor noster (Отошёл пастырь наш)
5. O vos omnes qui transitis per viam (О все вы, проходящие своим путём)
6. Ecce quomodo moritur justus (Вот, когда умирает праведник)
7. Astiterunt reges terrae (Восстают цари земли)
8. Aestimatus sum cum descendentibus in lacum (Я сравнялся с нисходящими в могилу)
9. Sepulto Domino signatum est monumentum (После того как Господь был похоронен и гроб запечатан)

После блока респонсориев, в конце сборника Джезуальдо разместил ещё две пьесы для лауд — библейскую песнь Benedictus и Псалом 50 Miserere. По тогдашней традиции композитор положил на музыку (в обоих случаях) только нечётные стихи, чётные же во время конкретной исполнительской реализации следует брать из «стандартного обихода» монодического распева.
Хотя все респонсории написаны в типичной для монодических распевов форме (ABA', где B — 4-голосный псалмовый верс с собственной музыкой, а A' — сокращённая реприза первой части), стилистически они близки вовсе не григорианике, а поздним мадригалам, прежде всего, книге 5 и книге 6 (оба сборника опубликованы впервые в том же 1611 году). В отличие от респонсориев, гда композитор широко использует приёмы обычной для первой практики имитационной полифонии, Benedictus и Miserere выдержаны в моноритмической фактуре, без опоры на cantus prius factus (в функции которого у других композиторов выступал орнаментированный псалмовый тон).

## Издания и литература
- Gesualdo di Venosa. Responsoria <…> für sechs Stimmen, hrsg. v. Glenn Watkins. Leipzig: VEB Deutscher Verlag für Musik, 1982 (критическое издание с редакционными комментариями и переводами всех текстов).
- Watkins G. Carlo Gesualdo di Venosa. Leben und Werk eines fürstlichen Komponisten. München: Matthes & Seitz, 2000, S. 370—398.

## Дискография
Примечание. Приведены только исполнения полного цикла. Чаще исполнители записывают только один день из трёх.
- A Sei Voci // Erato 97411; Warner Classics 2564 62782 (1982—1984)
- The Hilliard Ensemble // ECM New Series 1422/23 843 867 (1990)
- Collegium Vocale Gent (под управлением Ф. Херревеге) // PHI LPH010 (2012)
- La Compagnia del Madrigale // Glossa, GCD 922803 (2013)
- Graindelavoix // Glossa, GCD P32116 (2020)